# Le Fruit défendu (bière)
Pour les articles homonymes, voir Fruit défendu (homonymie).

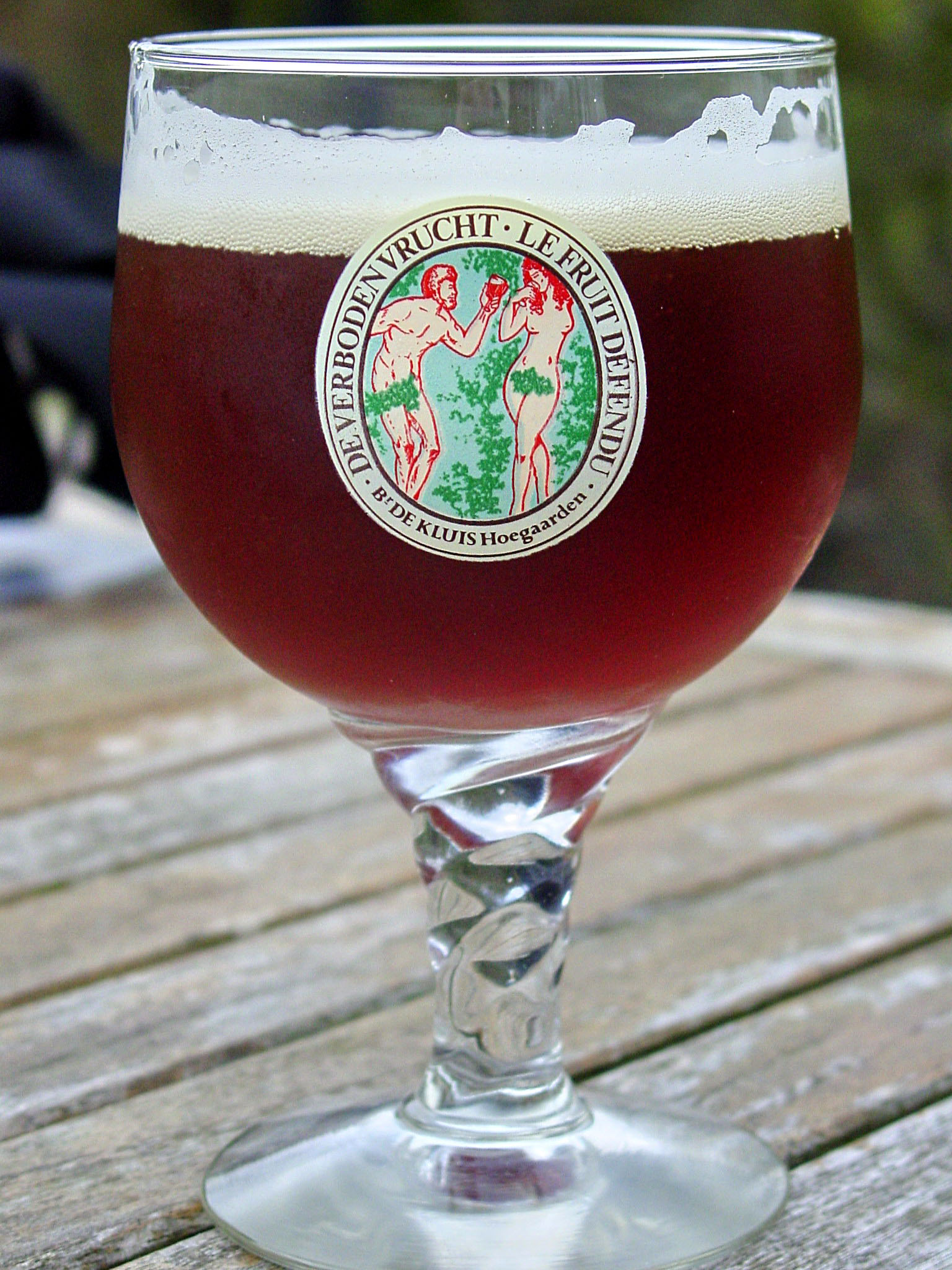
Verre de bière De Verboden Vrucht.

Le Fruit défendu (en néerlandais : De Verboden Vrucht) est une bière de la brasserie De Kluis (qui produit aussi la Hoegaarden), rachetée en 1998 par le conglomérat Interbrew (devenu InBev en 2004). 
Cette bière brune de 9 %, de fermentation haute et refermentée en bouteille, est parfumée à la coriandre et au curaçao. Cet arrière-goût fruité, épicé, atténue son amertume. Sa couleur rouge ambrée tire sur le bordeaux.
L'étiquette de la bouteille représente une interprétation d'une toile de Rubens, Adam et Ève se partageant le fruit défendu. Son caractère particulier et sa forte teneur en alcool en font une bière de dégustation, la plus confidentielle du groupe InBev.